# 3. Württembergisches Feldartillerie-Regiment Nr. 49
Das 3. Württembergische Feldartillerie-Regiment Nr. 49 war ein Artillerieverband der Württembergischen Armee.

## Geschichte
Das Regiment wurde am 1. April 1899 (Stiftungstag) errichtet und am 1. Oktober 1899 aus der II. und III. Abteilung des Feldartillerie-Regiments „König Karl“ (1. Württembergisches) Nr. 13 aufgestellt. Es war in der neu erbauten Schillerkaserne in Ulm stationiert.

### Erster Weltkrieg
Zu Beginn des Ersten Weltkriegs machte der Verband am 2. August 1914 mobil und wurde während des Kriegsverlaufs an der Westfront in Frankreich und Belgien eingesetzt. Dabei hatte es 313 gefallene und 1.331 verwundete Soldaten an Verlusten zu verzeichnen.

### Verbleib
Nach Kriegsende marschierten die Reste des Regiments in die Heimat zurück, wo der Verband ab 22. Dezember 1918 in Ulm demobilisiert und anschließend aufgelöst wurde.
Die Tradition übernahm in der Reichswehr durch Erlass des Chefs der Heeresleitung General der Infanterie Hans von Seeckt vom 24. August 1921 die 9. Batterie des 5. Artillerie-Regiments in Ludwigsburg.

## Organisation

### Verbandszugehörigkeit
Von 1899 bis 27. November 1914 war das Regiment der 27. Feldartillerie-Brigade (2. Kgl. Württ.) unterstellt und damit Teil der 27. Division (2. Kgl. Württ.). Anschließend bis 23. Februar 1918 der Division direkt unterstellt, war es dann bis Kriegsende bei der Heeresartillerie.

### Gliederung
Ab 1899 zwei Abteilungen mit sechs Batterien. Am 11. Januar 1917 wurde gemäß Weisung des württembergischen Kriegsministeriums vom 6. Januar 1917 eine III. Abteilung errichtet, die nach der Ausbildung am 26. März 1917 zum Regiment trat.
Gliederung 1917:
- Stab I. Abteilung mit 1., 2. und 3. Batterie
- Stab II. Abteilung mit 4., 5. und 6. Batterie
- Stab III. Abteilung mit 7., 8. und 9. Batterie
- Leichte Munitions-Kolonnen I/49, II/49 und III/49

### Kommandeure
| Dienstgrad            | Name                 | Datum                                   |
| --------------------- | -------------------- | --------------------------------------- |
| Preuß. Oberstleutnant | Johann Waldhausen    | 01. Oktober 1899 bis 23. April 1904     |
| Oberstleutnant        | Theodor von Stroebel | 24. April 1904 bis 19. April 1909       |
| Oberstleutnant        | Richard Freise       | 20. April 1909 bis 30. September 1913   |
| Oberstleutnant        | Burchardt            | 01. Oktober 1913 bis 1914               |
| Oberstleutnant        | Kurt von Watter      | 12. September 1914 bis 22. Februar 1917 |
| Major                 | Oskar Bornemann      | 23. Februar 1917 bis 9. November 1918   |
| Oberst                | Richard Erlenbusch   | 10. November 1918 bis 20. April 1919    |

## Verweise